# Адорно, Габриэле
Габриэле Адорно (итал. Gabriele Adorno; 1320, Генуя — 1383, Генуя) — дож Генуэзской республики.

## Биография
По данным исследований, Адорно, скорее всего, родился в Генуе около 1320 года в семьи торговцев — Даниэле Адорно Ланфранко и Мариетты Джустиниани — и по мере взросления помогал отцу в торговых делах.
Адорно был сторонником гибеллинов и избирался в 1350 и 1358 годах в Совет старейшин, где проявил себя в качестве советника дожа Джованни де Мурта в деликатных переговорах с семьей Гримальди. Дож Симон Бокканегра собирался отправить Адорно вести переговоров о мире с Арагоном, который был союзником Венецианской республики в войне против Генуи. После смерти дожа Бокканегра (возможно, от отравления), Адорно был избран дожем 14 марта 1363 года.
Среди первых актов Адорно было постановление о справедливом распределении государственных должностей между представителями фракций гвельфов и гибеллинов. Члены семьи Бокканегра были изгнаны из города и отправились в изгнание в город Ла-Специя, под покровительство Гильельмо Адорно, родственника дожа. Во внутреннем и внешнем управлении он столкнулся с необходимостью усмирения конфликтов между влиятельными семьями Спинола, Дориа и Фиески. Против давления со стороны миланского рода Висконти дож искал поддержки у папы Урбана V, послав к нему посла в лице своего брата Джанотто Адорно в Авиньон.
18 апреля 1365 года генуэзцы заключили первый и исторический договор с Петром I Кипрским, который, по сути, открыл путь к генуэзскому господству на острове. В это же время в Крыму был основан важный генуэзский форпост Солдайя (Судак). В течение двух следующих лет дож Адорно способствовал заключению торговых договоров с Арагоном (1366 год) и Фернанду I Португальским (1367 год).
Несмотря на все усилия по возрождению могущества Генуи после замирения с Арагоном и Венецией и усмирением Висконти, возрастало недовольство населения, вызванное ростом налогов. Леонардо Монтальдо, будущий дож, пытался поднять популярность дожа Адорно, но его противник Доменико ди Кампофрегозо смог поднять народ против дожа на открытом заседании Совета старейшин, которое было созвано в базилике Санта-Мария-делле-Винье. В итоге Адорно был вынужден бежать из города 13 августа 1370 года, в тот же день Кампофрегозо был избран шестым дожем Генуи.
Габриэле Адорно вскоре после этого был арестован и заключен новым дожем под стражу в замок в районе Алессандрии. Только вмешательство кардинала Стефано Теобальдески способствовало его освобождению. Предположительно в 1383 году Адорно умер в Генуе.
Габриэле Адорно также имел титул деспота Хиоса.

## Семья
Женой Адорно была Виоланте Джустиниани Гарибальди, которая родила ему несколько детей, среди которых были Агостино, советник отца; Джованни, подеста Гави (1369), Вентимильи (1384), Монако (1386), замка Каффа в Крыму; Маргарита, жена аристократа Пьетро Реканелло; Луиджа, жена Лукино Новелло ди Лукино Висконти.

## В культуре
Адорно является персонажем оперы Джузеппе Верди «Симон Бокканегра». Он ведущий тенор и возлюбленный дочери Бокканегры. Согласно опере, перед смертью Бокканегра называет Адорно своим преемником.